# IndyCar Series

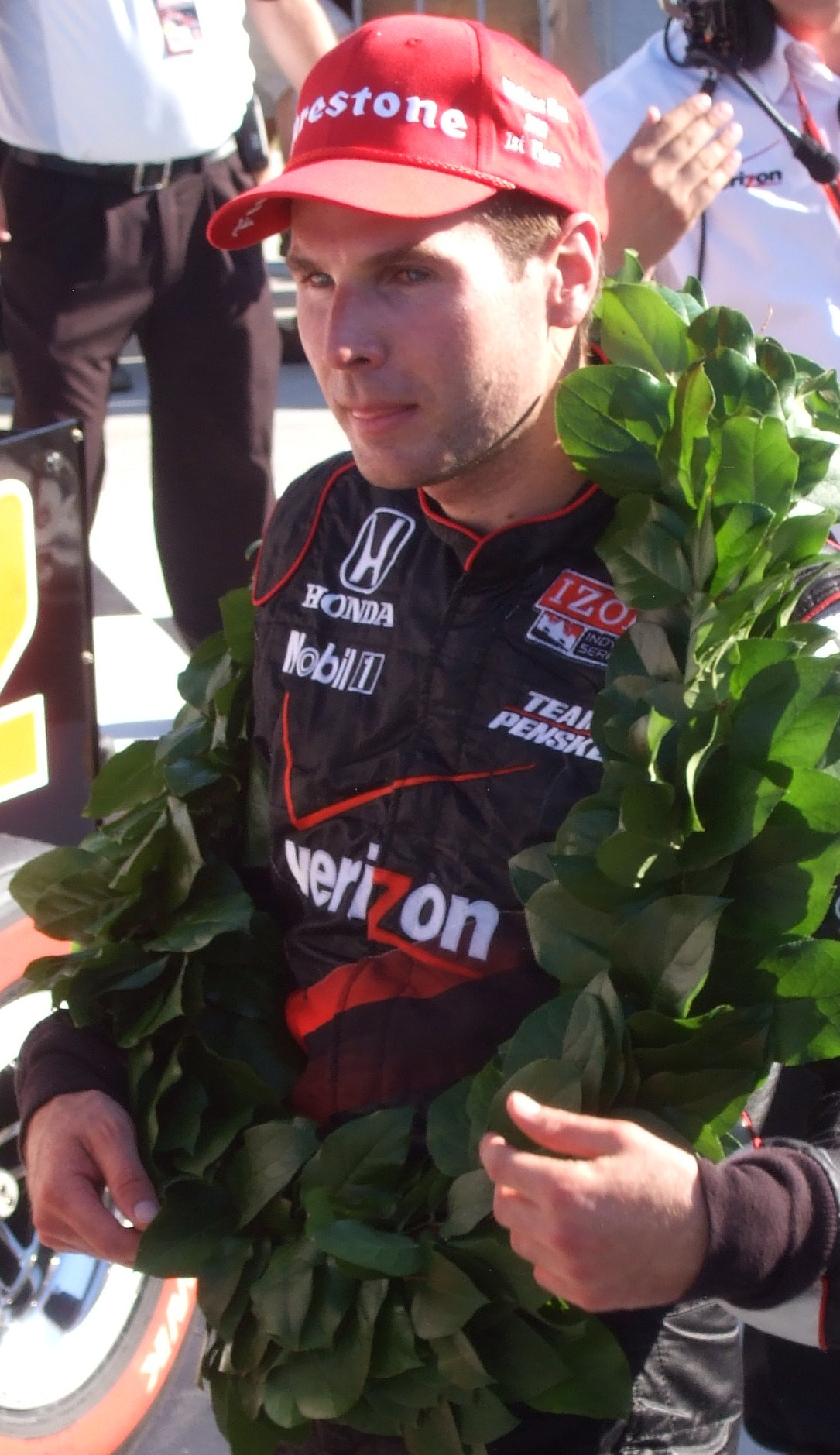
Will Power, campione IndyCar 2014 e 2022

La NTT IndyCar Series, conosciuta anche semplicemente come IndyCar o, in Italia, come Formula Indy, è il maggiore campionato automobilistico statunitense per vetture a ruote scoperte.
Il campionato attuale, fondato dall'allora proprietario dell'Indianapolis Motor Speedway, Tony George, iniziò ad essere disputato nel 1996 con il nome di Indy Racing League, in competizione con l'allora preminente campionato CART. In polemica con gli organizzatori di questo campionato, George volle creare una formula che fosse più vicina alla tradizione dell'automobilismo statunitense ed avesse costi più contenuti. Nel 2008, la Indy Racing League si fuse con la Champ Car World Series, diretta discendente della CART, e la serie prese il nome e la fisionomia attuale.

## Storia
Il campionato si è evoluto, nel corso degli anni, distaccandosi completamente dalla CART. Nel 1997, la dirigenza decise di cambiare regolamento tecnico, adottando nuovi motori aspirati, rispetto ai turbo che correvano fino all'anno precedente, e nuovi telai. La serie si svolgeva unicamente su tracciati ovali, di lunghezza variabile (da ¾ di miglio a 2,5 miglia) ma dal 2005 furono introdotte anche gare su tracciati stradali, fino a che, dal 2008, le prove su stradali sono diventate di numero maggiore rispetto agli ovali e la serie si fuse con la Champ Car.
La gara più importante della stagione è comunque sempre stata la 500 miglia di Indianapolis. Questo evento si svolge fin dal 1911 durante l'ultimo fine settimana di maggio ed è preceduto da un mese di prove libere e di qualificazione. Nel 2019, la serie è stata acquistata da Roger Penske, proprietario dell'omonimo team.

## Le vetture
Dal 2008 le IndyCar Series non sono una formula aperta. Per prendere parte al campionato, i team devono acquistare i telai, i motori e gli pneumatici indicati dall'organizzatore, che procede alla scelta dei fornitori con cadenza triennale.

### Telaio
Il telaio è attualmente fornito dall'azienda italiana Dallara, che ha sede a Varano de' Melegari in provincia di Parma, nelle terre emiliane (dove hanno sede anche varie altre case automobilistiche come la Ferrari, la Maserati, la Lamborghini), ma che però assembla le vetture IndyCar nel suo stabilimento di Speedway, Indiana. 
Il telaio attuale, che sostituisce il modello in uso nelle stagioni 2003-2011, è stato denominato DW12, in onore del pilota britannico Dan Wheldon che ne aveva curato lo sviluppo, prima di essere vittima di un incidente mortale, nell'ultima gara del campionato 2011.

### Motore
I motori delle IndyCar Series sono dei V6 turbo da 2.2 litri, che sviluppano una potenza di circa 700 cavalli. Esistono due fornitori principali dei motori: la Honda e la Chevrolet.

### Pneumatici
Gli pneumatici sono forniti dalla Firestone.

## Team
| Team                           | Motore    | Sede                        | Fondazione |
| ------------------------------ | --------- | --------------------------- | ---------- |
| A.J. Foyt Enterprises          | Chevrolet | Waller, Texas               | 1965       |
| Team Penske                    | Chevrolet | Mooresville, North Carolina | 1968       |
| Dale Coyne Racing              | Honda     | Plainfield, Illinois        | 1984       |
| Meyer Shank Racing             | Honda     | Pataskala, Ohio             | 1989       |
| Chip Ganassi Racing            | Honda     | Indianapolis, Indiana       | 1990       |
| Rahal Letterman Lanigan Racing | Honda     | Zionsville, Indiana         | 1991       |
| Andretti Autosport             | Honda     | Indianapolis, Indiana       | 1993       |
| Juncos Hollinger Racing        | Chevrolet | Indianapolis, Indiana       | 1997       |
| Arrow McLaren                  | Chevrolet | Indianapolis, Indiana       | 2001       |
| Ed Carpenter Racing            | Chevrolet | Indianapolis, Indiana       | 2012       |
| Prema Racing                   | Chevrolet | Grisignano di Zocco, Italia | 1983       |

## Albo d'oro
| Anno      | Campionato Piloti        | Campionato Piloti                         | Campionato Piloti | Campionato Piloti | Rookie of the Year  |
| Anno      | Pilota                   | Team                                      | Telaio            | Motore            | Rookie of the Year  |
| --------- | ------------------------ | ----------------------------------------- | ----------------- | ----------------- | ------------------- |
| 1996      | Buzz Calkins Scott Sharp | Bradley Motorsports A.J. Foyt Enterprises | Reynard Lola      | Ford              | Non assegnato       |
| 1996-1997 | Tony Stewart             | Team Menard                               | G-Force           | Oldsmobile        | Jim Guthrie         |
| 1998      | Kenny Bräck              | A.J. Foyt Enterprises                     | Dallara           | Oldsmobile        | Robby Unser         |
| 1999      | Greg Ray                 | Team Menard                               | Dallara           | Oldsmobile        | Scott Harrington    |
| 2000      | Buddy Lazier             | Hemelgarn Racing                          | Dallara           | Oldsmobile        | Airton Daré         |
| 2001      | Sam Hornish jr.          | Panther Racing                            | Dallara           | Oldsmobile        | Felipe Giaffone     |
| 2002      | Sam Hornish jr.          | Panther Racing                            | Dallara           | Chevrolet         | Laurent Rédon       |
| 2003      | Scott Dixon              | Target Chip Ganassi Racing                | G-Force           | Toyota            | Dan Wheldon         |
| 2004      | Tony Kanaan              | Andretti Green Racing                     | Dallara           | Honda             | Kosuke Matsuura     |
| 2005      | Dan Wheldon              | Andretti Green Racing                     | Dallara           | Honda             | Danica Patrick      |
| 2006      | Sam Hornish jr.          | Team Penske                               | Dallara           | Honda             | Marco Andretti      |
| 2007      | Dario Franchitti         | Andretti Green Racing                     | Dallara           | Honda             | Ryan Hunter-Reay    |
| 2008      | Scott Dixon              | Target Chip Ganassi Racing                | Dallara           | Honda             | Hideki Mutoh        |
| 2009      | Dario Franchitti         | Target Chip Ganassi Racing                | Dallara           | Honda             | Raphael Matos       |
| 2010      | Dario Franchitti         | Target Chip Ganassi Racing                | Dallara           | Honda             | Alex Lloyd          |
| 2011      | Dario Franchitti         | Target Chip Ganassi Racing                | Dallara           | Honda             | James Hinchcliffe   |
| 2012      | Ryan Hunter-Reay         | Andretti Autosport                        | Dallara           | Chevrolet         | Simon Pagenaud      |
| 2013      | Scott Dixon              | Target Chip Ganassi Racing                | Dallara           | Honda             | Tristan Vautier     |
| 2014      | Will Power               | Team Penske                               | Dallara           | Chevrolet         | Carlos Muñoz        |
| 2015      | Scott Dixon              | Target Chip Ganassi Racing                | Dallara           | Honda             | Gabby Chaves        |
| 2016      | Simon Pagenaud           | Team Penske                               | Dallara           | Chevrolet         | Alexander Rossi     |
| 2017      | Josef Newgarden          | Team Penske                               | Dallara           | Chevrolet         | Ed Jones            |
| 2018      | Scott Dixon              | Chip Ganassi Racing                       | Dallara           | Honda             | Robert Wickens      |
| 2019      | Josef Newgarden          | Team Penske                               | Dallara           | Chevrolet         | Felix Rosenqvist    |
| 2020      | Scott Dixon              | Chip Ganassi Racing                       | Dallara           | Honda             | Rinus VeeKay        |
| 2021      | Álex Palou               | Chip Ganassi Racing                       | Dallara           | Honda             | Scott McLaughlin    |
| 2022      | Will Power               | Team Penske                               | Dallara           | Chevrolet         | Christian Lundgaard |
| 2023      | Álex Palou               | Chip Ganassi Racing                       | Dallara           | Honda             | Marcus Armstrong    |
| 2024      | Álex Palou               | Chip Ganassi Racing                       | Dallara           | Honda             | Linus Lundqvist     |
| 2025      | Álex Palou               | Chip Ganassi Racing                       | Dallara           | Honda             |                     |

### Trofei secondari
A partire dal 2010, la serie ha iniziato a riconoscere due trofei di campionato secondari accanto al campionato stagionale. Il trofeo A. J. Foyt riguarda i circuiti ovali mentre il trofeo Mario Andretti è per i circuiti stradali. 
| Stagione | A. J. Foyt Trofeo Ovale | Mario Andretti Trofeo Road Course |
| -------- | ----------------------- | --------------------------------- |
| 2010     | Dario Franchitti        | Will Power                        |
| 2011     | Scott Dixon             | Will Power                        |
| 2012     | Ryan Hunter-Reay        | Will Power                        |
| 2013     | Hélio Castroneves       | Scott Dixon                       |
| 2014     | Juan Pablo Montoya      | Will Power                        |
| 2015     | Juan Pablo Montoya      | Will Power                        |
| 2016     | Josef Newgarden         | Simon Pagenaud                    |
| 2017     | Hélio Castroneves       | Josef Newgarden                   |
| 2018     | Will Power              | Scott Dixon                       |
| 2019     | Simon Pagenaud          | Scott Dixon                       |
| 2020     | Scott Dixon             | Josef Newgarden                   |
| 2021     | Pato O'Ward             | Álex Palou                        |
| 2022     | Pato O'Ward             | Will Power                        |
| 2023     | Josef Newgarden         | Álex Palou                        |

## Statistiche
Campionato piloti (Plurivincitori)
| Titoli | Pilota           | Anni                               |
| ------ | ---------------- | ---------------------------------- |
| 6      | Scott Dixon      | 2003, 2008, 2013, 2015, 2018, 2020 |
| 4      | Dario Franchitti | 2007, 2009, 2010, 2011             |
| 4      | Álex Palou       | 2021, 2023, 2024, 2025             |
| 3      | Sam Hornish jr.  | 2001, 2002, 2006                   |
| 2      | Will Power       | 2014, 2022                         |
| 2      | Josef Newgarden  | 2017, 2019                         |

Piloti con più vittorie (Top 15)
| Pos | Pilota            | Vittorie |
| --- | ----------------- | -------- |
| 1   | Scott Dixon       | 57       |
| 2   | Will Power        | 42       |
| 3   | Josef Newgarden   | 31       |
| 4   | Hélio Castroneves | 25       |
| 5   | Dario Franchitti  | 21       |
| 6   | Sam Hornish       | 19       |
| 6   | Álex Palou        | 19       |
| 7   | Ryan Hunter-Reay  | 16       |
| 7   | Tony Kanaan       | 16       |
| 7   | Dan Wheldon       | 16       |
| 7   | Simon Pagenaud    | 16       |
| 12  | Scott Sharp       | 9        |
| 12  | Colton Herta      | 9        |
| 14  | Alexander Rossi   | 8        |
| 14  | Buddy Lazier      | 8        |